# Emil Hartmann
Pour les articles homonymes, voir Hartmann.
 (juillet 2021).
Si vous disposez d'ouvrages ou d'articles de référence ou si vous connaissez des sites web de qualité traitant du thème abordé ici, merci de compléter l'article en donnant les références utiles à sa vérifiabilité et en les liant à la section « Notes et références ».
Emil Hartmann (Wilhelm Emilius Zinn Hartmann ; né à Copenhague le 1er février 1836 et mort dans la même ville le 18 juillet 1898) est un compositeur romantique danois. Il appartient à la quatrième génération de compositeurs de la famille Hartmann. Sa musique mélodieuse et résolument nordique acquit une grande popularité de son vivant.

## Biographie
L'oeuvre d'Emil Hartmann s’inscrit dans l’époque dite de l’Age d’or danois. Elle inclut tous les genres, de la musique de chambre à la musique symphonique et à l’opéra et constitue stylistiquement une sorte de pendant scandinave de celle de contemporains plus célèbres comme Dvorak ou Tchaikovsky.
Il reçoit sa première éducation de son père, Johann Peter Emilius Hartmann, et de son beau-frère Niels Gade, et commence très jeune à composer, comme le montre son recueil de Quatorze petites chansons pour la jeunesse qui regroupe des mélodies écrites dans son enfance.
En 1858, son premier travail majeur, un Hymne de la Passion pour soprano, chœur et orchestre sur texte de Bernhard Severin Ingemann est joué le jour de Pâques à la Cathédrale Notre-Dame de Copenhague. Cette même année, il reçoit avec son futur beau-frère August Winding la tâche de composer la musique pour le ballet Fjeldstuen (Le chalet dans la montagne) d'August Bournonville. Dans l'œuvre du chorégraphe, ce ballet marque un tournant vers un style plus naturaliste. Il sera joué pour la première fois en mai 1859 au Théâtre royal danois et restera longtemps à l’affiche.
Grâce à une bourse, Emil Hartmann entreprend une tournée d'étude en Allemagne, où il fait un long séjour à Leipzig, et visite ensuite Berlin, Paris et Vienne.
En 1864, il épouse Bolette Puggaard (1844-1929), fille de l’armateur et magnat Rudolph Puggaard. Pour leur mariage à la Cathédrale Notre-Dame de Copenhague, H. C. Andersen et Niels W. Gade écrivent conjointement une cantate.
Emil Hartmann acquiert alors la villa Carlsminde à Søllerød au nord de Copenhague, où il peut composer tranquillement. Depuis 1861, il est organiste à l’église Saint Jean à Copenhague, et à partir de 1871 à l’église du Palais de Christiansborg.
Ses premiers opéras (En Nat mellem Fjeldene, Elverpigen, et Korsikaneren) sont créés au Théâtre royal danois, sous la direction respectivement de Niels Gade et de H. Paulli, mais ne reçoivent guère qu'un succès d'estime. En revanche, ce sont ses symphonies et ouvertures, de même que sa musique de chambre, qui lui assurent une renommée plus durable. En 1868, le périodique britannique The Orchestra relève que le jeune compositeur de trente ans a déjà vu non seulement deux de ses opéras créés à Copenhague, mais aussi deux symphonies, une suite orchestrale, un quintette à clavier, un trio à clavier, une sonate pour violon et piano et de nombreuses mélodies, et que le quintette et le trio ont été joués aussi à Leipzig, et la symphonie en mi mineur plusieurs fois à Berlin et Vienne, tandis que l’ouverture de Elverpigen est jouée au Crystal Palace à Londres.
Il fait désormais chaque année des tournées dans les principales villes allemandes, et ailleurs, pour y diriger ses œuvres, souvent avec des orchestres prestigieux tels que les Berliner Philharmoniker ou la Koenigliche Kapelle à Berlin, le Gewandhaus à Leipzig, ou le Guerzenich à Cologne. Comme le démontre un fascicule publié à l'époque, les critiques sont élogieuses et mettent en exergue son talent mélodique et son orchestration chatoyante. Dans ses concerts, il aime alterner des œuvres plus sérieuses telles que symphonies - il en composera sept - ou concertos (pour violon, pour violoncelle, ou pour piano) et ouvertures avec divers recueils de danses ou œuvres plus populaires, assurant ainsi des programmes variés et séduisants pour un public large. En particulier, ses suites de danses et airs scandinaves, notamment ses danses populaires nordiques de 1859-1860, ont en leur temps une popularité comparable à celle qu'auront les danses hongroises de Brahms ou les danses slaves de Dvorak.
Sa musique a été publiée principalement par des éditeurs allemands. Après la mort de Niels Gade, Emil Hartmann succède à celui-ci à la tête de la Société Musicale de Copenhague (Musikforeningen) et de son orchestre et chœur mais doit y renoncer après une saison pour des raisons de santé.
A la fin de sa vie, Emil Hartmann retourne à la composition d'opéras. Son opéra Ragnhild (Runenzauber en allemand), d’après Henrik Hertz, est créé avec succès par Gustav Mahler à Hambourg, et l’opéra est repris ensuite à Dresde (avec Marie Wittich dans le rôle-titre), ainsi qu'au Théâtre royal danois  (sous la direction de Johan Svendsen). En revanche, malgré la recommandation de Richard Strauss, il ne sera finalement pas joué à Munich, ni à Berlin.
Quant à son œuvre ultime, l'opéra Det Store Lod, d’après la comédie Sparekassen, également de Henrik Hertz (et destiné à être joué en diptyque avec Ragnhild), elle attend encore sa création, de même que son dernier ballet (En bryllupsfest i Hardanger).

## Famille
Dans le Copenhague de l'époque (120.000 habitants en 1840), le monde culturel est uni par des liens sociaux et familiaux étroits. Dans le cas d’Emil Hartmann, tant son arrière-grand-père, que son grand-père, son père, sa mère, et son oncle étaient compositeurs. Les compositeurs Niels Gade et August Winding sont ses beaux-frères, les compositeurs Thekla von Gähler, Asger Hamerik et C.F.E. Horneman tous trois cousins d'Emil, et le compositeur Peter Heise cousin par alliance. Ceux-ci, et d'autres amis musiciens, se retrouvent dans la maison Zinn à Copenhague, maison d’enfance d’Emil où il vit avant son mariage.
Quels que soient les attraits d'une telle famille, Emil Hartmann se sent souvent réduit, dans son pays natal, à l'étiquette de «fils de son père et beau-frère de Gade». Pour y échapper, il s'embarque annuellement dans de longues tournées de concerts à l’étranger.
Ses enfants s'engagent eux-mêmes dans des parcours très différents du sien:
- Bodil, épouse Neergaard, soprano et philanthrope, héberge chaque été dans son Manoir de Fuglsang au Lolland une vaste colonie d’artistes et musiciens, notamment Edvard Grieg et Carl Nielsen;
- Agnete, épouse Lehmann (1868-1902), est actrice au Théâtre royal danois et mariée au metteur en scène Julius Lehmann (1861-1931)[11];
- Johannes Palmer Hartmann fonde et dirige une grande horticulture à Gand;
- Rudolph Puggaard Hartmann (1871-1958) est électro-ingénieur; et
- Oluf Hartmann est peintre. Mort jeune, Carl Nielsen compose à sa mémoire son Andante Lamentoso pour orchestre à cordes (Devant le cercueil d’un jeune artiste).

Le réalisateur Lars von Trier est l’arrière-petit-fils de Emil Hartmann, et le compositeur Niels Viggo Bentzon (1919-2000), son petit-neveu.

## Personnalité
D'une santé fragile, Emil Hartmann souffre de profondes dépressions qui peuvent le rendre sombre et mélancolique. Dès son jeune âge, il est affecté de troubles nerveux qui s'aggraveront avec les années et l'obligent à se faire interner à plusieurs reprises  dans des institutions psychiatriques, au Danemark et en Suisse. Il lui arrive d'être alité pendant des mois, voire incapable de reconnaitre son  entourage. Ses dernières années sont marquées par une fragilité grandissante le mettant dans des humeurs moroses. Il aime alors réagir en se promenant avec un fouet et le claquant sur les critiques imaginaires de son art.
Mais lors de ses rémissions, son charme et sa gaieté naturelle reprennent le dessus. Les anecdotes abondent sur ses excentricités. Son fils Rudolph raconte ainsi qu'un jour, alors que son père séjournait chez sa fille Bodil au Manoir de Fuglsang, une dame de leur connaissance s’était annoncée, venant d'Allemagne, mais son arrivée avait été retardée. Emil Hartmann eut aussitôt l'idée d'enfiler une robe noire, de s'attifer de boucles grises, et de prétendre être cette dame, et le fit si parfaitemement qu'aucun des autres hôtes ne douta une seconde de son identité. Une invitée souffla à son voisin de table qu'il s'agissait « d'une bien vulgaire personne ». Les enfants avaient du mal à retenir leur fou-rire. À un moment cependant, Emil désigna d'un geste dramatique une peinture sur le mur représentant Kráka nue, essayant vainement de cacher ses charmes sous un filet de pêcheur, et demanda en allemand: « Ah, sans doute feu Madame le Baronne ? », à la suite de quoi tout le monde éclata de rire et la vérité ne put plus être cachée.
A une autre occasion - comme le raconte son neveu, le sculpteur Rudolph Tegner-, alors que la famille se trouvait au manoir de Hjuleberg des beaux-parents d'Emil en Suède, et qu'une compote de fruits rouges avait été servie pour le dessert, mais les couverts avaient été oubliés, il décide de servir tout le monde à mains nues, puis ordonne à ses fils Johannes et Rudolph de venir à ses côtés et essuie ses mains dans leurs cheveux sous l'hilarité  généralisée de la jeunesse.
Profondément cosmopolite, une de ses phrases favorites était: « Oui, évidemment, Dieu, le Roi et la Nation, et l'axe du monde passe à travers le nombril du cheval de Kongens Nytorv ». Il s'opposait aussi à l'antisémitisme rampant de l'époque, affirmant volontiers que « nous sommes tous des juifs pour notre Seigneur »,.

## Liste des œuvres
Emil Hartmann a laissé une oeuvre abondante, comprenant sept symphonies, de multiples suites orchestrales, opéras, cantates, ballets, ouvertures ainsi que le premier poème symphonique composé au Danemark (Hakon Jarl), des concertos pour respectivement violon, violoncelle et piano, de la musique de scène, et de la musique religieuse, de même que de la musique de chambre (nonette à vents, quintette à clavier, quatuors à cordes, quatuors à clarinette, trios à clavier, sérénade pour clarinette violoncelle et piano, sonates pour violon, etc.), des mélodies et de la musique pour piano. Son idéal de composition était une musique naturelle "qui ne cherche pas à épater par une pseudo-science". Son compositeur favori était Mozart.
Dans l'ordre chronologique, on peut citer notamment:
- Première sonate pour piano, en fa majeur
- Seconde sonate pour piano, en ré majeur
- Scherzetto pour piano, dédié à Niels W. Gade (1854)
- Deux Capriccios pour piano
- Jery und Baetely (Singspiel d'après Goethe)
- Premier quatuor à cordes, en la majeur
- Premier trio à clavier, en fa dièze mineur
- Premier quatuor pour clarinette, violon, alto et violoncelle, en la majeur
- Second quatuor pour clarinette, violon, alto et violoncelle, en si bémol majeur
- Première sonate pour violon et piano, en sol majeur
- op. 1 Quatre mélodies pour voix et piano, sur des textes de Emil Aarestrup et Christian Winther (1857)
- Hymne de la Passion (Soprano, chœur et orchestre, d’après Bernhard Severin Ingemann, 1858)
- Fjeldstuen (Le chalet dans la montagne, Ballet sur chorégraphie de August Bournonville composé ensemble avec son beau-frère August Winding, 1859)
- op. 2 Halling og Menuet (Musique nuptiale) - Danse populaire nordique pour orchestre no 4
- Dix chansons religieuses (1860)
- op. 3 En Nat mellem Fjeldene (Une nuit sur la montagne -Singspiel d’après Jens Christian Hostrup, 1863)
- op. 3a Springdans (Danse populaire nordique pour orchestre °5)
- Cantate pour l’inauguration de la Johanneskirke à Copenhague (Choeur et orgue, 1861)
- Chansons nuptiales (Chœur et orchestre, 1864)
- op. 5 Vingt quatre romances et mélodies pour voix et piano (dédiées à sa femme et écrites en 1864, dont le cycle « Neuf chansons d’amour » d’après les poésies de Christian Winther; œuvre publiée en Allemagne sous le titre de Lieder und Weisen im nordischem Volkston)
- op. 4 Elverpigen (La fille des elfes, Opéra d’après Thomas Overskou, 1867)
- op. 5a Quintette pour piano et quatuor à cordes, en sol mineur (1865)
- op. 6 Première symphonie, en ré mineur
- op. 6a Gamle Minder (Souvenirs anciens) - Danse populaire nordique pour orchestre no 2
- op. 6b Elverpigerne og Jægerne (Elfes et chasseurs) - Danse populaire nordique no 3
- op. 7 Suite pour orchestre
- op. 8 Havfruen (La Sirène - Cantate pour solo, chœur et orchestre - 1866)
- op. 9 Deuxième symphonie, en mi mineur
- op. 10 Deuxième trio à clavier, en si bémol majeur (dédié à J.P.E. Hartmann - 1867)
- op 10a Deuxième quatuor à cordes, en la majeur
- op. 11 Fra Højlandene, Nordiske Tonebilleder, pour piano (1869 - cinq pièces intitulées respectivement : Fra Højlandene, Gamle minder, En leg, Fra, fjorden, Folkedans)
- Cantate pour les noces d’argent de Rudolph et Signe Puggaard (Chœur et piano, 1868)
- op. 12 Deuxième sonate pour violon et piano, en la mineur (1868)
- op. 12a Andante et Allegro pour violon et piano, dédié à Niels W. Gade (Premier mouvement retravaillé de la Sonate op. 12)
- Troisième symphonie, en si bémol majeur (1871)
- op. 13 Vinter og Vaar (Hiver et printemps - Cantate pour Chœur et orchestre, 1872)
- op. 13a Cinq mélodies pour mezzo ou baryton et piano (Dédiées à Signe Puggaard)
- Dæmring (Crépuscule, Prélude orchestral pour le ballet Valdemar, avec chorégraphie de August Bournonville, 1872)
- Korsikaneren (Singspiel en deux actes d’après le livret du Ludovic de Jules-Henri Vernoy de Saint-Georges, 1873)
- op. 14 Troisième quatuor à cordes, en la mineur
- op 14a Romancer og sange, cinq mélodies pour voix et piano (1871)
- op. 15 Mélodies pour chœur d’hommes (Fra årets tider - To i baaden; Des saisons - A deux en bateau, 1875)
- op. 15a Trois mélodies
- op. 16 Arabesque et Caprice pour piano (dédiés à Ferdinand Hiller - 1876)
- op. 17 Troisième sonate pour piano, en fa majeur (1879)
- op. 18 Scherzo - Danse populaire nordique pour orchestre no 1 (Les danses opus 3a, 2, 6 a et 6b, 18 seront regroupées en un cycle intitulé « Danses populaires nordiques »)
- op. 19 Concerto pour violon, en sol mineur (Dédié à Joseph Joachim - 1876)
- op. 20 Fjorten smaa sange for Ungommen (Quatorze petites chansons pour la jeunesse - Publiées en 1877, mais écrites dans son enfance)
- op. 21 Quatre mélodies pour une voix intermédiaire et piano (I Storm, Nattergalen, Myggevise, Aftensang)
- op. 22 Christines sange, quatre mélodies religieuses pour voix et piano (1877)
- op. 23 Ballscenen (Scènes de bal - Suite de dix danses et arabesques pour le piano - imprimée en 1880 - Introduction, Valse gracieuse, Polka, Menuet, Intermezzo I - la Coquette, Contredanse, Valse, Galop furieux, Intermezzo II - Scène d’amour, Tyrolienne, Valse finale)
- op. 24 Sérénade pour clarinette, violoncelle et piano, en la majeur (1877)
- op. 25 Hærmændene på Helgeland (Les vikings - Ouverture de concert d’après Henrik Ibsen ; en allemand : Eine nordische Heerfahrt, 1878)
- op. 26 Concerto pour violoncelle, en ré mineur (1879)
- op. 27 Quatre mélodies pour chœur d'hommes
- op. 28 Trois mazurkas pour piano (1881)
- op. 29 Quatrième symphonie (publiée comme no 1), en mi bémol majeur (1879)
- op. 30 Skandinavisk Folkemusik (arrangement libre de 50 mélodies populaires pour piano - dont plusieurs seront orchestrées ultérieurement et arrangées en quatre suites, publiées en 1881)
- op. 31 Quatre pièces pour piano (1889, intitulées respectivement: Elegi, Impromptu, Canzonetta, Étude)
- op. 32 En Karnavalsfest (Une fête de Carnaval, Suite pour orchestre, 1882, comportant une Marche, une Mazurka, une Introduction et Valse, un Intermezzo, et une Tarentelle finale)
- op. 33 Mod Lyset (Vers la lumière, Cantate d’après Martin Kok pour chœur et orchestre à vents)
- Jean-Marie (Musique de scène pour la pièce de Ludvig Holberg, 1883)
- op. 34 Cinquième symphonie (publiée comme no 2), en la mineur, intitulée Fra Riddertiden (Du temps des chevaliers - publiée en 1887)
- op. 34a I Maaneskin (Au Clair de Lune) - Introduction et Valse pour orchestre
- op. 35a Lieder und Gesänge, pour voix et piano - volume 1 avec six mélodies (1886)
- op. 35b Lieder und Gesänge, pour voix et piano - volume 2 avec six autres mélodies (1886)
- op. 36 Fire Sange i Folketone (Quatre chansons dans le style populaire - 1886)
- op. 37 Quatrième quatuor à cordes, en do mineur (1885)
- op. 39 Suite de danses pour orchestre (publiée en 1887, comportant une Polka, une Valse, et un Galop)
- op. 40 Hakon Jarl (Poème symphonique, dédié à sa fille Agnete Lehmann, 1886)
- op. 41 Norsk Lyrik (Cycle de quatorze mélodies sur des poésies norvégiennes, pour voix et piano, dédié à sa fille Bodil Neergaard - 1890)
- op. 42 Sixième Symphonie (publiée comme no 3 en 1889 et dédiée à la Königliche Kapelle de Berlin), en ré majeur (1887)
- op. 43 Sérénade (Nonette) pour 8 instruments à vent, violoncelle et contrebasse en si bémol majeur (1890)
- op. 44 Ouverture écossaise (Pour orchestre, 1890)
- Christian den Anden (Christian II, musique de scène pour la pièce de Jenny Blicher, pour orchestre, 1889)
- Skandinaviske Festmarsch (Marche scandinave festive, pour orchestre,1889)
- op. 45 Dyvekesuite (Pour petit orchestre, 1890, comportant les pièces suivantes : Narren, Bondedans, Dyveke danser for Kongen, Fredløs, Romance, Folkedans, Afskeden)
- Konzerthaus-Polka (Pour orchestre, 1891)
- op. 46 Ouverture Pastorale (Pour orchestre, 1869)
- op. 47 Concerto pour piano, en fa mineur (dédié à Julius Roentgen - 1890)
- En storm i et glas vand (Tempête dans un verre d'eau, Musique de scène pour la pièce de Helge Hostrup, 1892)
- op. 48 Œen i Sydhavet (L'île dans la mer du sud, Musique de scène pour la pièce de Holger Drachmann,1893)
- op. 49 Septième symphonie (jouée comme no 4), en do mineur (1893)
- Ragnhild (Opéra d’après Henrik Hertz, en allemand : Runenzauber, 1896)
- En Bryllupsfest i Hardanger (Ballet, 1897)
- Det store Lod (Le gros lot, Opéra comique, d’après Henrik Hertz,1898)
- Ved Sommertiden, cantate d’après Christian Winther pour chœur et orchestre
- Rinaldo, cantate pour solo, chœur et orchestre
- Idyll, cantate pour soprano, ténor et orchestre
- Bellmanske sange pour chœur de dames à 4 voix
- Quatre mélodies religieuses
- Six quatuors pour voix d'hommes (1880)
- Efterklang til Tyrfing (Echo de Tyrfing, d’après la poésie de Henrik Hertz)
- Quatrième sonate pour piano, en sol mineur (troisième mouvement inachevé)
- Det døende barn, mélodie pour voix et piano d’après H.C. Andersen
- De nombreuses partitions de jeunesse pour piano, mélodies, etc.